# Piccola incosciente
Piccola incosciente è un album di Christian del 1977.

## Tracce
1. Giochi d'amore
2. Sole nero
3. Parlami di lei
4. Non so dir ti voglio bene
5. Sto con lei
6. Che sventola
7. Piccola incosciente
8. Ma ci pensi tu(Cu Cu rru cu cu paloma)
9. Colpo d'amore
10. Dolce donna
11. Dormici sopra
12. Non dimenticar